# 库布齐沙漠

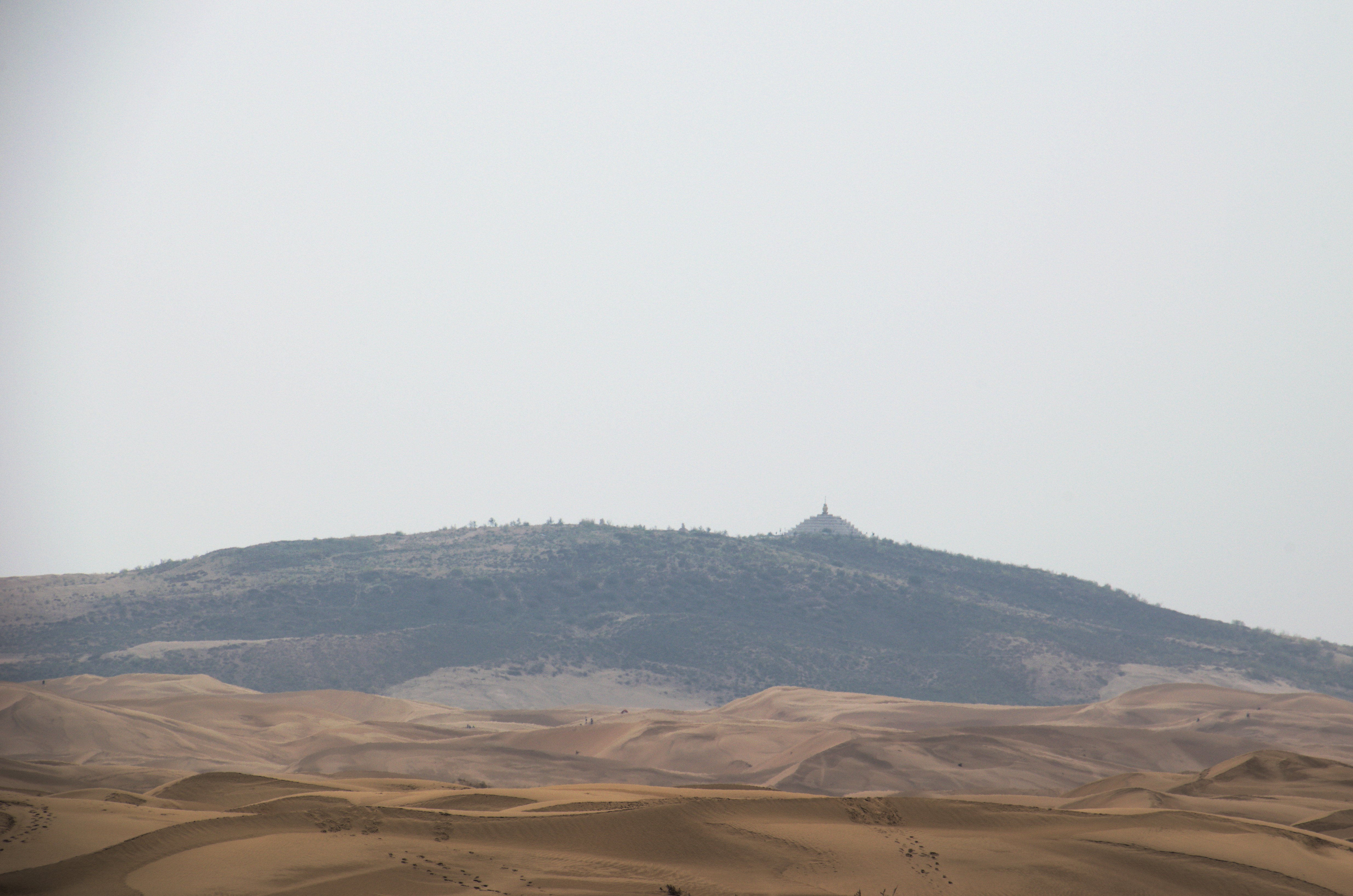
库布齐沙漠

40°38′N 108°12′E / 40.633°N 108.200°E
库布齐沙漠，又譯库布其沙漠，位于中国内蒙古自治区伊克昭盟（今鄂尔多斯市）北部、黄河南岸，地形几乎与黄河平行，位处鄂尔多斯高原的北部。“库布齐”意为“（弓上的）弦”。面积1.86万平方公里（原为东西长约270公里，南北宽约15～70公里，面积1.61万平方公里）。是中国第七大沙漠，也是距北京最近的沙漠。西、北、东三面均以黄河为界，南为鄂尔多斯高原南部的毛乌素沙漠。地势南高北低。沙漠中大部分是流动沙丘，地貌以沙丘链和格状沙丘为主。旅游资源丰富。

## 歷史
清朝时，库布齐沙漠还是一片草原。清朝末年起，由于连年战乱、乱开滥垦、过度放牧等原因，库布齐从草原变成沙漠。中华人民共和国时期，1988年内蒙古自治区杭锦旗的王文彪辞去了在国有企业的工作，开始在房地产、厂矿等行业创业，创业成功后投身库布齐沙漠的治沙事业。他领导的亿利资源集团大规模绿化库布齐沙漠。截至2015年，通过27年的治理，库布齐沙漠已有三分之一的面积被绿化，绿化面积达6000平方公里，并控制荒漠化面积1.1万平方公里。和治理前相比，库布齐沙漠的沙尘天气减少95％，生物种类增长10倍，年降雨量从不到70毫米增至300多毫米，沙丘高度整体下降一半。2013年有70到80只灰鹤来库布其，2014年又出现成群的红顶鹤。由于长期种植甘草等豆科植物，形成了“生物固氮”效应，使150万亩沙漠出现生物结皮以及厘米级厚度的黑色土壤，初步具备农业耕作条件。沙区群众由过去散居游牧的农牧民转变为多种职业，有的以荒沙废地入股当股东，有的种树、种草、种药材而成工人，有的发展蒙古族“农家乐”、“牧家乐”旅游，沙区十多万群众的人均年收入从不到2000元人民币增至近1万元，部分达到3万余元。库布齐沙漠生态、经济、民生平衡发展的治沙模式，获得了联合国环境署的肯定，库布齐沙漠被联合国定为“全球沙漠生态经济示范区”，多次在联合国高级别会议获推广，并已在中国河北、新疆等地推广。2015年12月1日的巴黎气候变化大会上，中国库布齐沙漠的治理模式又获肯定。

## 地形
库布齐沙漠地形复杂多变，涵盖高沙区、低沙区、浮沙区、植被区、草原路、河谷路等诸多地貌，东西长198公里，南北最宽处50公里，最窄处15公里。北有沿黄一级路，适合做越野赛的赛道，救援也很方便。

## 產業
自2007年「越野e族库布其沙漠夜明沙T3英雄会」以来，吸引了大量的越野爱好者；2012年，库布齐沙漠腹地建立了中国第一个公益的库布齐沙漠国际越野基地，把传媒机构也带到了库布齐沙漠。

## 前景
由于科尔沁沙漠建立了红山国家地质公园，浑善达克沙地治理效果显著，巴丹吉林距离北京太远等原因，库布齐沙漠在未来的几年，将有望成为中国的越热点。